# 智昇
智昇（ちしょう）は唐の僧侶であり、唐代仏典目録の代表作として知られる『開元釈教録』の撰者であるが、その伝記は賛寧撰『宋高僧伝』巻五に短い記事があるのみで、生没年・出身地等は不明である。
開元18年（730年）『開元釈教録』撰述時に入蔵された5048巻は当時現存した仏典の数で、以後欽定大蔵経の標準とされ長期に亘って権威を持ち続けた。

## 伝記
智昇 の伝記は『宋高僧傳』巻五 義解篇 第二之二 正傳十四人中４番目に置かれた『唐京兆西崇福寺智昇傳』である。

## 現存する著作
- 『開元釈教録二十巻』[7]
- 『続大唐内典録』（宋本大蔵経に「唐釋智昇撰」の字句、元版大蔵経に「大唐西明」の字句あり）[8]
- 『続古今訳経図紀一巻』[9]
- 『続集古今仏道論衡』[10]
- 『集諸経礼懺儀』巻上・下[11]

## 注・出典
1. ↑  SATデータベース／T2061_.50.0732a09
2. ↑  岡部,和雄『譯經史と禪宗 -「月をさす指の喩え」に寄せて-』東洋の思想と宗敎 23 1-28, 2006-03-25     早稻田大學東洋哲學會 。p.6下-7上
3. ↑  同上、p.1下。
4. ↑  SATデータベース／T2061_.50.0733c25- 0734a10
5. ↑  しょうどうしん、西晋時代の翻訳僧。
6. ↑  『江泌女子誦出經』とは江泌の娘が神憑りの状態で経を誦出したという奇談であるが、僧祐撰『出三蔵記集』録下卷第五に偽経の一類型としての記載あり。T2145_.55.0040b06- 0040b17 『僧法尼所誦出經入疑録』。
7. ↑  SATデータベース／T2154_.55.0477a03-0723a08
8. ↑  SATデータベース／T2150 0342x07-0342x07
9. ↑  SATデータベース／T2152_.55.0367c23- 0372c09
10. ↑   SATデータベース／T2105_.52.0397b22- 0404a04
11. ↑  SATデータベース／T1982_.47.0456b04- 0474c15